# Earthlings?
Az Earthlings? egy amerikai stoner/pszichedelikus/space/acid-rock zenekar. 1994-ben alakultak meg a kaliforniai Joshua Tree-ben. Fennállásuk alatt 3 nagylemezt jelentettek meg. Egészen a mai napig működnek. Lemezeiket a Man's Ruin és a Crippled Dick Hot Wax kiadók adják ki. 
Ismertebb tagjai Dave Grohl (Nirvana, Foo Fighters), Joshua Homme (Queens of the Stone Age) illetve Victoria Williams (country énekesnő).

## Tagjai
- Dave Catching - gitár, basszusgitár, billentyűk (1994-)
- Peter Stahl - ének, gitár, basszusgitár (1994-)
- Adam Maples - dobok, ének, gitár (2003-)
- Edmund Monsef - gitár, basszusgitár, billentyűk (2008-)[1]

Korábbi tagok
- Fred Drake - billentyűk, gitár, basszusgitár (1994-2002)

További közreműködők
- Molly McGuire - basszusgitár, harmonika, vokál
- Wendy Rae Fowler - basszusgitár, vokál
- Gene Trautman - dob, vokál
- Joshua Homme - gitár, basszusgitár, vokál
- Dave Grohl - dob
- Clint Walsh - gitár, basszusgitár, ének
- Jonathan Hischke - basszusgitár
- Victoria Williams - ének, basszusgitár, teremin
- Tony Mason - gitár

## Diszkográfia/Stúdióalbumok
- Earthlings? (1998)

- Human Beans (2000)

- Mudda Fudda (2016)[2]

## Egyéb kiadványok
EP-k
- Johnny B. Goode/Pleasure Seekers (1999)
- Disco Marching Kraft (2002)
- Individual Sky Cruiser Theory (2005)
- Humalien (2008)
- Ecaps (2014)[2]